# قصه حسین کرد شبستری
قصهٔ حسین کرد شَبــِستَری قصه‌ای عامیانه به زبان فارسی است که نویسندهٔ آن شناخته نیست.
این داستان حکایت‌هایی از قهرمانی عیاران را نشان می‌دهد و شرح جنگ‌های افسانه‌ای میان پهلوانان حق و باطل است.
مارزلف این قصه را مربوط به اواخر دوره قاجار می‌داند اما افشاری با توجه به اصطلاحات خاص اداری و اجتماعی به کار رفته در کتاب و فضای کاملا صفوی متن بعید می‌داند که این اثر مربوط به دوره قاجار باشد.

## داستان
قصه حسین کرد شبستری در دوره صفویه جریان دارد. «حسین کرد» یکی از پهلوانان ایران است، که در آغاز کهتر و شاگرد پهلوان مسیح تکمه‌بند تبریزی از پهلوانان دربار شاه‌عباس صفوی بود.
حسین کرد پس از اختلاف با همسر مسیح، تبریز را ترک می‌کند و در اصفهان به جمع پهلوانان شاه عباس می‌پیوندد و ازدواج میکند
زمانی که حسین کرد مالیات هفت‌ساله ایران را از پادشاه هند گرفت و به دربار شاه آورد، شاه عباس به او خلعت فراوان داد و از آن پس، حسین کرد از نزدیکان شاه شد.
جایگاه او در میان پهلوانان شاه عباس همچون جایگاه رستم در جمع پهلوانان شاهنامه است. پهلوانان داستان به سرپرستی سید میرباقر آجرپز در خدمت شاه عباس به سر می‌برند و با دشمنان شاه که بیشتر ترکان عثمانی و ازبک هستند مبارزه می‌کنند.
قصه حسین کرد سال‌های بسیار یکی از قصه‌های مورد پسند مردم ایران بوده در قهوه‌خانه‌ها و گذرگاه‌ها نقل می‌شده‌است. در این قصه می‌توان گنجینه‌ای ارزشمند از ویژگی‌های زبانی فرهنگی و اجتماعی مردم ایران در زمان روایت داستان را یافت.

## روایت سینمایی
روایت سینمایی قصهٔ حسین کرد شبستری با نام حسین کرد توسط اسماعیل کوشان در سال ۱۳۴۵ خورشیدی ساخته شد. حسین کرد شبستری، چوپان سردار مسیح خان، فری ناز، دختر سردار، را از دست عده‌ای راهزن نجات می‌دهد و پس از طی ماجراهای پهلوانی و قهرمانانه شاه عباس او را به عنوان داروغه پایتخت می‌گمارد و اسباب ازدواج حسین و فریناز را فراهم می‌کند.

## فرهنگ عامه
قصه حسین کرد شبستری داستانی بسیار بلند است، در حدی که معمولاً به صورت کنایه از پرگویی افراد استفاده می‌شود. به اینگونه که عوام به فردی که پرگویی می‌کند می‌گویند که فلانی اینقدر پرحرف است که انگار دارد قصه حسین کرد تعریف می‌کند.

## کتاب
نسخه‌های گوناگونی از این کتاب تاکنون چاپ شده‌است اما کامل ترین روایت این داستان در سال ۱۳۸۵ خورشیدی با تصحیح ایرج افشار و مهران افشاری در ۵۱۶ صفحه چاپ شده‌است.
برخی نسخه‌ها:
- کلیات حسین کرد شبستری، با تصحیح کامل، به کوشش: سعید قانعی، تهران: دنیای کتاب، ۱۳۷۷ خورشیدی، شابک: ۹۶۴۵۸۷۰۹۲۵
- نسخه کامل حسین کرد شبستری با صدای اردلان ضرغام و آهنگسازی مهدی زارع توسط مؤسسه نوین کتاب گویا در سال ۱۳۹۶ تولید و منتشر شد.

## مقالات
از تعدادی مقالات معتبر خارجی که در زمینه حسین کرد نوشته شده می‌توان به مقاله‌ای قابل توجه از «اولریش مارزلف»(به انگلیسی: Ulrich Marzolph) اشاره کرد و در بین پژوهش های ایرانیان در این زمینه مقدمه و پیشگفتار ایرج افشار و مهران افشاری در کتابی که ایشان تصحیح کرده اند قابل توجه است. مقاله‌ زهرا دهقان دهنوی و دکتر یدالله جلالی پندری مندرج در مجله‌ ادب پژوهی از نخستین مقاله‌هایی است که در این زمینه چاپ شده‌است.  